# Suse von Hoerner-Heintze
Susanne von Hoerner-Heintze (* 24. Januar 1890 in Breslau; † 2. Januar 1978 in Eberbach) war eine deutsche Schriftstellerin.

## Leben
Susanne Heintze studierte an der Breslauer Kunstschule und an der Textilschule in Sorau. Anschließend war sie als Zeichnerin und Entwerferin in New York, Buffalo und Chicago tätig. 1917 heiratete sie den baltischen Schriftsteller und Maler Herbert von Hoerner (1884–1946). Mit ihm zog sie auf das Rittergut seiner Eltern in Kurland. Später lebten die Eheleute in Berlin und in Görlitz. Aus der Ehe gingen zwei Söhne hervor, darunter der Astrophysiker Sebastian von Hoerner (1919–2003).
1946 wurde sie vom sowjetischen NKWD verhaftet und durchlief die Speziallager Bautzen, Jamlitz, Mühlberg und Buchenwald. Schließlich wurde sie 1950 in den berüchtigten Waldheimer Prozessen wegen „Stärkung und Erhaltung der nationalsozialistischen Gewaltherrschaft“ zu weiteren zehn Jahren Haft verurteilt.

## Veröffentlichungen
- Erscheinungen des Augenblicks (1923)[4]
- Ausführung der Anwendungsformen im Naturheilverfahren (1929)
- Mädels im Kriegsdienst, von Hase & Koehler Verlag, Leipzig 1934
- Ein Mädel in der Front (1938)
- Das Loch im Zaun: aus den letzten Tagen des Sudetenkampfes (1938)
- Zwischen Frieden und Krieg (1940)
- Die große Kameradin - Lebensroman der Frontschwester Anni Pinter (1940)
- Die Frauen vom Lesachtal (1941)
- Die kleine Ursache (1943)
- Weit war der Weg, Wolhyniendeutsches Schicksal, von Hase & Koehler Verlag, Leipzig 1943
- Der wilde Wuwo, Drei Riesengebirgserzählungen, (1944)
- Die Schusterkugel: Eine Erzählung um das Wirken und Leben Jakob Böhmes (1954)